# NGC 1281

NGC 1281

NGC 1281 في الفهرس العام الجديد، هي مجرة، تقع في كوكبة حامل رأس الغول. اكتشفت في 12 ديسمبر 1876 بواسطة جون لويس إميل دراير.

## روابط خارجية
- NGC 1281 على موقع ويكي سكاي: DSS2, SDSS, GALEX, IRAS, Hydrogen α, X-Ray, Astrophoto, Sky Map, Articles and images